# Joanna Degler
Joanna Degler (Lisek) (ur. 1972) – polska literaturoznawczyni i tłumaczka z języka jidysz, prof. Uniwersytetu Wrocławskiego specjalizująca się w poezji żydowskiej i działalności kobiet w kręgu kultury jidysz, od 2023 roku kierowniczka działu literackiego w Teatrze Polskim we Wrocławiu.

## Życiorys
Ukończyła studia magisterskie w dziedzinie filologii polskiej na Uniwersytecie Wrocławskim. W trakcie studiów doktoranckich rozpoczęła naukę jidysz u Ewy Geller w Żydowskim Instytucie Historycznym. Doktoryzowała się w 2003 roku na macierzystej uczelni na podstawie pracy Jung Wilne – żydowska grupa artystyczna, zaś w 2019 roku uzyskała tam habilitację dzięki pracy Kol isze – głos kobiet w poezji jidysz (od XVI w. do 1939 r.). Dwukrotnie uzyskała stypendium YIVO, została również wyróżniona Nagrodą Jana Karskiego i Poli Nireńskiej. Zapoczątkowała i przygotowała program studiów judaistycznych w Katedrze Judaistyki Uniwersytetu Wrocławskiego.
Do jej obszaru zainteresowań należą przede wszystkim poezja żydowska i działalność kobiet w kręgu kultury jidysz; jej praca popularyzuje wiedzę o kulturze jidysz. Jest redaktorką zaplanowanej na 28 tomów serii Kanon literatury wspomnieniowej Żydów polskich, która przybliża polskojęzycznym odbiorcom kluczowe dzieła żydowskiej literatury wspomnieniowej. Jej teksty pojawiły się na łamach „Studia Judaica”, „Pamiętnika Literackiego”, „Kultury Ludowej”, „Midrasza”, „Słowa Żydowskiego”, „Cwiszn” i „Zadry”. Jest autorką hasła o Maurycym Szymlu w Polskim Słowniki Biograficznym. Współpracowała przy przygotowaniu wystaw Teatr Żydowski na Dolnym Śląsku (2008) pokazywanej we Wrocławiu oraz Babiniec – kobiety w kulturze jidysz, którą wystawiono we Wrocławiu, Krakowie, Oslo i Trondheim.
Tłumaczy literaturę jidysz na język polski. Przełożyła utwory takich pisarzy, jak Chaim Grade, Abraham Suckewer, Mosze Broderson, Pua Rakowska, Kadia Mołodowska, Chana Lewin, Jenta Serdacka czy Rikuda Potasz, przetłumaczyła również almanach grupy artystyczno-literackiej Jung Idysz (2019). We współpracy z Magdaleną Rutą, Markiem Tuszewickim, Natalią Krynicką oraz Inką Stempin przełożyła trylogię Drzewo życia autorstwa Chavy Rosenfarb. Wraz z Karoliną Szymaniak i Bellą Szwarcman-Czarnotą opracowała antologię Moja dzika koza. Antologia poetek jidysz (2018), która trafiła do szerokiego odbiorcy.
W 2019 roku została prezeską Polskiego Towarzystwa Studiów Jidyszystycznych.

## Publikacje książkowe

### prace własne
- Jung Wilne – żydowska grupa artystyczna, 2005
- Kol isze – głos kobiet w poezji jidysz (od XVI w. do 1939 r.), 2018[3]

### redakcja
- Nieme dusze? Kobiety w kulturze jidysz, 2010
- Mykwa – rytuał i historia,  2014[10]
- Moja dzika koza. Antologia poetek jidysz, 2018 (wybór, opracowanie i tłumaczenie wraz z Karoliną Szymaniak i Bellą Szwarcman-Czarnotą)[3]